# 楊廷貴
楊廷貴（1437年—？年），字汝弼，四川順慶府廣安州岳池縣人，民籍，治《詩經》，年三十歲中式成化二年丙戌科第二甲第二十一名進士。十二月十二日生，行二，曾祖楊信，知縣；祖楊亨；父楊顏；母陳氏。具慶下，妻樂氏，兄廷富，弟廷用。由縣學生中式四川鄉試第二十四名舉人，會試中式第三百四十二名。